# Würde

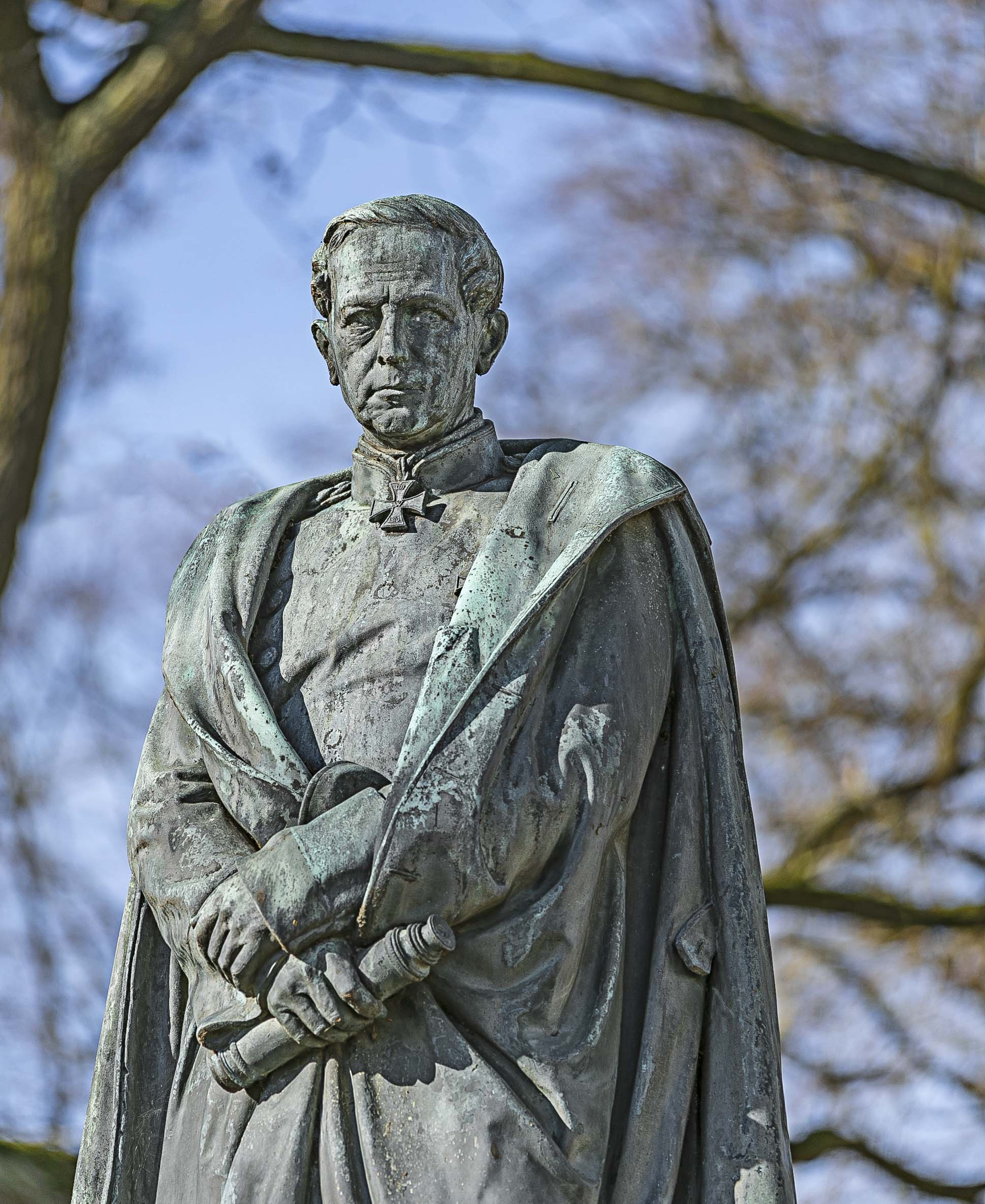
Personen der Öffentlichkeit, die durch eine große Zahl von Denkmälern verewigt wurden, galten zu ihrer Zeit als Würdenträger – Denkmal für Generalfeldmarschall von Moltke in Parchim

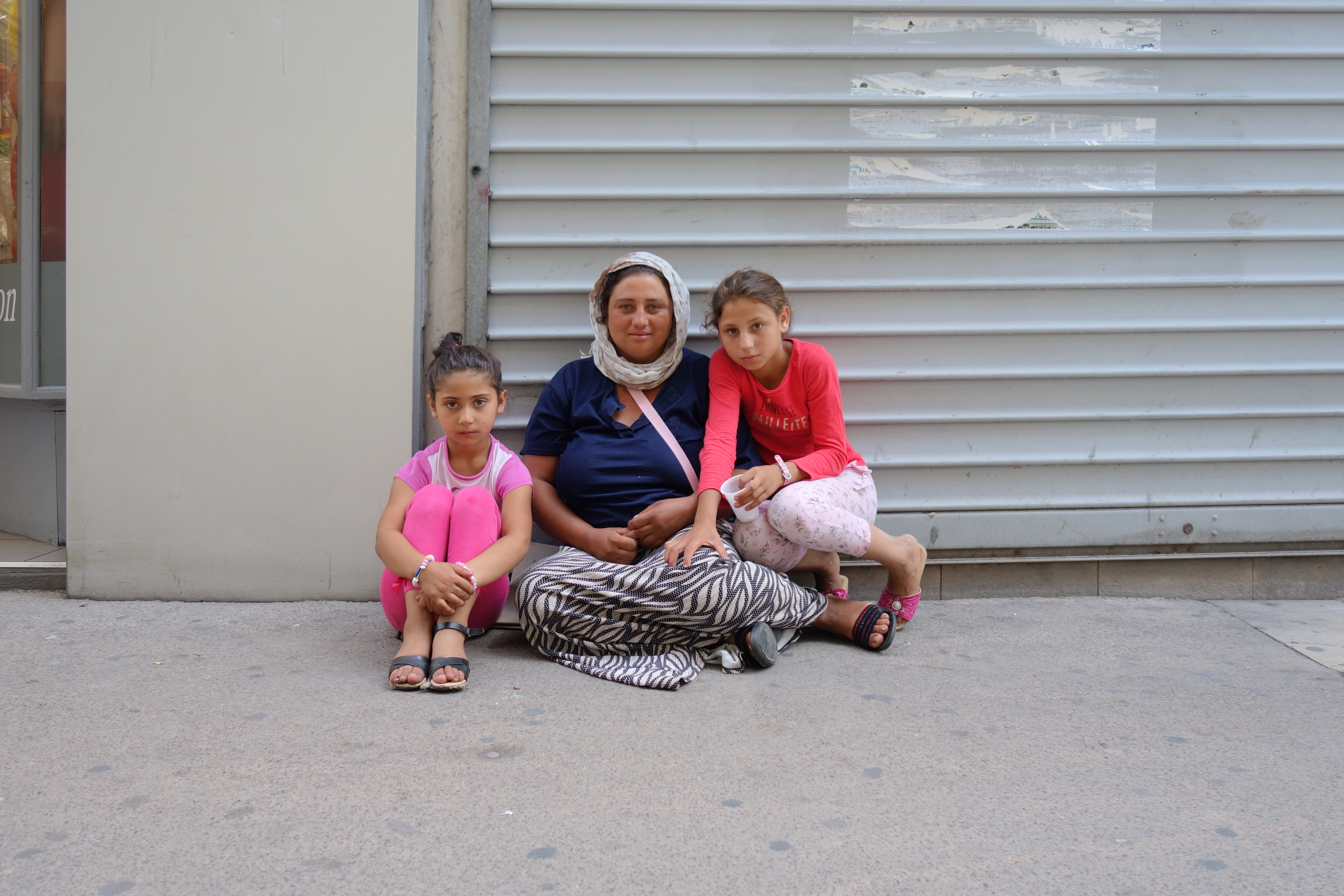
Menschenwürde hingegen ist unabhängig von Rang und Taten

Würde (lateinisch dignitas) bezeichnet zumeist einen moralischen oder allgemein in einer Werthierarchie hohen Rang bzw. eine Vorrangstellung von Personen, die Achtung gebietet. Traditionell wird Würde Institutionen ebenso wie Personen zugesprochen, auch Funktionen (Ämter) oder ein bestimmter sozialer Status oder Stand konnten Träger gewisser Würde sein. Dem Grad der Würde entsprechen dabei verschieden abgestufte Erwartungen an das Verhalten der Träger der Würde sowie an den Respekt, der ihnen entgegenzubringen sei.
Mit dem Begriff der Menschenwürde wird diese Vorstellung ausgeweitet und an eine besondere Bestimmung des Daseins geknüpft, die jeden Menschen von allen anderen Lebewesen unterscheiden soll. In jüngerer Literatur wird auch von einer Würde von Tieren oder der Natur gesprochen, die der Menschenwürde gleichgestellt sein oder diese sogar mit umfassen soll.
Im modernen Gebrauch wird die auf intrinsischen Eigenschaften beruhende Würde als „innere Ehre“ von der (äußeren) Ehre unterschieden. Von der Vorstellung der Würde selbst ist ihre Anerkennung in Form von Prestige zu unterscheiden. Die Verleihung oder Zuschreibung von Würde als Tätigkeit, wird als würdigen oder Würdigung bezeichnet.

## Begriff

### Wortherkunft und -geschichte
Würde (von althochdeutsch wirdî; mittelhochdeutsch wirde) ist sprachgeschichtlich mit dem Wort „Wert“ verwandt und bezeichnete anfänglich den Rang, die Ehre, das Verdienst oder das Ansehen einer einzelnen Person.

### Varietät der begrifflichen Bedeutung und deren Ausdruck
Würde hat unterschiedliche, miteinander zusammenhängende Bedeutungen:
- Im allgemeinen Sprachverständnis bezeichnet Würde den Achtung gebietenden Wert eines Menschen und die ihm deswegen zukommende Bedeutung.
- Von Würde im Sinne von Erhabenheit spricht man im Zusammenhang von Ritualen, Institutionen und dergleichen („eine würdige Feier“, „die Würde des Staates“).
- Von Würde wird auch im Zusammenhang mit einem Titel, bestimmten Ehren und/oder mit hohem Ansehen verbundenen Ämtern gesprochen (vgl. die „Würde des Amtes“, etwa des Bundespräsidenten, die „nicht beschädigt werden darf“).[4] Dementsprechend werden, besonders im gehobenen Sprachgebrauch, die Träger besonderer weltlicher wie geistlicher Ämter als Würdenträger bezeichnet.

Was als würdig oder nichtswürdig (würdelos, schändlich) empfunden wird, ist weder allgemein definierbar noch konstant, sondern unterliegt wie alle Wertvorstellungen ständigem sozialen Wandel. Vgl. dazu immerhin Friedrich Schillers Gedicht Würde der Frauen. Welches eigene Verhalten ein Mensch als mit seiner Würde vereinbar ansieht, ist individuell verschieden.
Umgangssprachliche Redewendungen sind etwa:
- Unter jemandes Würde sein – Beispiel: Das ist unter meiner Würde.
- Die Würde von jemandem/etwas mit Füßen treten – Beispiel: Da wird die Würde dieses Volks mit Füßen getreten.

Der Unterschied zu Ehre oder Ruhm ist zu beachten: Während Ehre und Ruhm einen äußeren, etwa durch eine Gesellschaft vermittelten Wert darstellen, liegt der Wert der Würde im Inneren eines jeden Menschen selbst.

## Ideengeschichte

### Christlich geprägte Anthropologie
Das Christentum interpretiert die alttestamentliche Rede vom Menschen als Ebenbild Gottes und von seiner Vorrangstellung unter Gottes Geschöpfen traditionell dahingehend, dass seine Würde gottgegeben und nicht verlierbar ist. Sie komme jedem Menschen als solchem zu und sei mithin unabhängig von Lebensumständen oder Verhalten.

### Verwendung im Neuen Testament
Im Neuen Testament wird das Verb „würdig“ in Bezug auf Jesus, dem Lamm Gottes, verwendet.
Johannes sieht in einer Vision den Thronsaal Gottes. Gott, der Allmächtige, sitzt auf einem großen Thron, umgeben von vier lebendigen Wesen und 24 Ältesten, und hält eine 7-fach versiegelte Buchrolle in seiner rechten Hand. Ein starker Engel verkündet mit lauter Stimme: „Wer ist würdig, das Buch zu öffnen und seine Siegel zu brechen?“
Nach ergebnisloser Suche nach einer „würdigen Person“, welche die Siegel brechen und die Schriftrolle öffnen kann, wird „das Lamm“ (ein Bild für Jesus) als einzig würdig ermittelt: „Und es kam und nahm das Buch aus der Rechten dessen, der auf dem Thron saß.“
Im weiteren Verlauf singen die Wesen vor Gottes Thron ein Lied, indem sie sprachen: „Du bist würdig, das Buch zu nehmen und seine Siegel zu öffnen; denn du bist geschlachtet worden und hast uns für Gott erkauft mit deinem Blut aus allen Stämmen und Sprachen und Völkern und Nationen, und hast uns zu Königen und Priestern gemacht für unseren Gott, und wir werden herrschen auf Erden.“

### Giovanni Pico della Mirandola
Der Begriff der Würde des Menschen (lat. dignitas hominis) wurde erstmals vom Renaissance-Philosophen Giovanni Pico della Mirandola formuliert und gründet sich ihm zufolge darauf, dass die Natur des Menschen darin liegt, dass er keine (festgelegte) Natur hat, so dass er die Freiheit hat, sein Wesen selbst zu schaffen. Den Schöpfer lässt Pico zu Adam sagen: „Keinen bestimmten Platz habe ich dir zugewiesen, auch keine bestimmte äußere Erscheinung und auch nicht irgendeine besondere Gabe habe ich dir verliehen, Adam, damit du den Platz, das Aussehen und alle die Gaben, die du dir selber wünschst, nach deinem eigenen Willen und Entschluss erhalten und besitzen kannst. Die fest umrissene Natur der übrigen Geschöpfe entfaltet sich nur innerhalb der von mir vorgeschriebenen Gesetze. Du wirst von allen Einschränkungen frei nach deinem eigenen freien Willen, dem ich dich überlassen habe, dir selbst deine Natur bestimmen.“ Nach Pico macht diese Selbstbestimmung die Würde des Menschen aus.

### Europäische Aufklärung
Seit der Aufklärung wurde im Unterschied zur vorherigen konkreten Bedeutung mit „Würde“ verstärkt ein abstrakter sittlicher, moralischer Wert bezeichnet, der letztlich eine Qualität des Handelns (Würde als Gestaltungsauftrag) oder, noch abstrakter, eine den Menschen allgemein immanente Eigenheit (Würde als Wesensmerkmal) bezeichnet. Damit verband sich oft der Gedanke eines Gestaltungsauftrags, der durch das Individuum und die Gesellschaft zu verwirklichen ist.
An das Individuum gerichtet, findet dies Ausdruck bei Friedrich Schiller in Über Anmut und Würde (1793): „Beherrschung der Triebe durch die moralische Kraft ist Geistesfreiheit, und Würde heißt ihr Ausdruck in der Erscheinung. Auch die Würde hat ihre verschiedenen Abstufungen und wird da, wo sie sich der Anmut und Schönheit nähert, zum Edeln, und wo sie an das Furchtbare grenzt, zur Hoheit. Der höchste Grad der Anmut ist das Bezaubernde, der höchste Grad der Würde ist Majestät.“

### Immanuel Kant
Immanuel Kant begründet die Menschenwürde in mehreren seiner Schriften zur praktischen Philosophie, insb. in der Grundlegung zur Metaphysik der Sitten, der Metaphysik der Sitten und der Kritik der praktischen Vernunft, mit der Vernunft des Menschen, die sich nur selbst ihr eigenes Gesetz (für die Beurteilung des moralisch Guten) gibt (und darum „autonom“ heißt). Handlungsbewertungen bewegen sich nach Kant in einem Strukturganzen, das er „Reich der Zwecke“ nennt und von den Sach- und Kausalzusammenhängen, welche die theoretische Vernunft beschreibt, absetzt. In diesem „Reich der Zwecke“ hat alles einen (je mehr oder weniger hohen) Preis oder aber Würde. Ein „Zweck an sich“ hat keinen relativen Wert wie der Preis, kann also nicht durch andere Zwecke aufgewogen werden. Er hat stattdessen einen inneren Wert, die Würde, die auf der Fähigkeit praktisch-vernünftiger Wesen beruht, Handeln autonom als moralisch gut (oder moralisch böse) zu bewerten (sog. Moralität oder Sittlichkeit). Die Würde kommt damit dem Menschen als solchen (nicht aufgrund irgendwelcher akzidenteller Eigenschaften) zu, Kant formuliert auch: „der Menschheit“. Eine andere Formulierung für die nicht-verrechenbare Würde des Menschen als solchen ist die Formulierungsvariante des obersten Moralprinzips Kants (sog. Kategorischer Imperativ), Menschen je (immer auch) als Zweck an sich selbst (also nie nur als Mittel zu einem davon absetzbaren, relativen Zweck) zu behandeln.

### Friedrich Schiller
Friedrich Schiller sieht in der Würde den Ausdruck einer erhabenen Gesinnung. Dabei sieht Schiller im freien Willen des Menschen den entscheidenden Unterschied zum Tier. Würde entstehe dann, wenn sich der Wille des Menschen über seinen Naturtrieb erhebe: „Beherrschung der Triebe durch die moralische Kraft ist Geistesfreiheit, und Würde heißt ihr Ausdruck in der Erscheinung.“ (Friedrich Schiller, Über Anmut und Würde)
Schiller sah die Würde indes nicht als idealistische Träumerei, sondern aufbauend auf der Befriedigung elementarer Bedürfnisse und der Überwindung materieller Not (vergleiche sein 1797er Distichon Würde des Menschen):

„Nichts mehr davon, ich bitt euch. Zu essen gebt ihm, zu wohnen.
Habt ihr die Blöße bedeckt, gibt sich die Würde von selbst.“

### Bertolt Brecht
Fast synonym zu Schillers Epigramm über die Würde des Menschen schrieb Bertolt Brecht in seiner Dreigroschenoper: „Erst kommt das Fressen, dann kommt die Moral.“ Er unterbreitet in seinem Text Fünf Schwierigkeiten beim Schreiben der Wahrheit den Vorschlag, das Wort „Ehre“ durch das Wort „Menschenwürde“ zu ersetzen, und weist damit auf den fundamentalen Unterschied zwischen beiden Prinzipien hin: Die Ehre ist etwas Äußeres, die Würde etwas Inneres.

### Peter Bieri
Der Schweizer Philosoph Peter Bieri versteht die Würde nicht mehr als eine metaphysische Eigenschaft des Menschen, die ihm von niemandem und unter keinen Umständen genommen werden kann. Vielmehr interpretiert er die Menschenwürde als eine bestimmte Art der persönlichen Lebensführung, die auch misslingen kann. Damit verweist er auch auf die Gefahr eines Würdeverlustes. Diesen versteht Peter Bieri als die sadistisch intendierte, demonstrierte Ohnmacht eines Menschen. In eine solche Situation der Ohnmacht kann ein Individuum nicht nur durch den Einfluss seiner Mitmenschen, sondern auch gänzlich selbstverschuldet geraten. Entwürdigung entsteht damit auch durch bestimmte Fehler bei der eignen Lebensführung. Auf der anderen Seite ist allerdings auch die Frage, inwieweit sich ein Mensch aus einer Ohnmachtssituation selbst befreien kann, von seinen eigenen Handlungen abhängig. In seinem philosophischen Essay Eine Art zu leben – Über die Vielfalt menschlicher Würde erläutert Peter Bieri auch, wie es einem Subjekt gelingen kann, sich durch die intrinsische Dissoziation von Körper und Geist – beispielsweise im Falle eines „Lippenbekenntnisses“ – aus der eigenen sadistisch missbrauchten Machtlosigkeit zu retten. Damit bleibt die Entwürdigung lediglich noch objektiv bestehen. Hat sich ein Individuum allerdings selbst in eine Situation gebracht, in der es nicht nur von anderen, sondern auch von sich selbst abgelehnt wird, gelingt diese Dissoziation nicht mehr. Infolgedessen entsteht in der Regel eine massive Unglücksempfindung, die nicht selten in den Suizid führt. Mithin versteht Bieri Würde zugleich auch als notwendige Bedingung für ein glückliches Leben.

## Begriffsverwendungen im Recht

### Menschenwürde
Rechtlich gibt es mehrere Begriffe der Würde:
- Verfassungsrecht: Art. 1 Abs. 1 des Grundgesetzes „Die Würde des Menschen ist unantastbar“. Sie wird als unveränderliches (vorkonstitutionelles) Grundrecht des Menschen angesehen und beginnt mit seiner Nidation. Der Beginn zum Zeitpunkt der Zeugung ist umstritten. Die Würde des Menschen ist unmittelbar geltendes Recht, nicht nur eine Absichtserklärung. Sie ist der oberste Wert des Grundgesetzes.[15] Darüber hinaus sollen die allgemeinen Menschenrechte ein würdevolles Dasein sichern. Die Menschenwürde wird somit einerseits zum „tragenden Fundament der Menschenrechte“, andererseits auch zu deren höchstem Ziel und wenn auch vielleicht unerreichbaren Ideal. Für Franz Josef Wetz besteht weltanschauungsneutral (insoweit möglich) „der wahre Gehalt menschlicher Würde in verwirklichten Menschenrechten – einem Leben in körperlicher Unversehrtheit, freiheitlicher Selbstbestimmung und Selbstachtung sowie in sozialer Gerechtigkeit“.[16]
- Zu einigen Zeiten war öffentlichrechtlich „eine Würde“ eine hohe Titulatur mit innewohnender Verpflichtung (vgl. „jemanden in Amt und Würden einsetzen“ – historisches Beispiel: ein mittelalterlicher Kaiser wie Otto der Große hatte dies als Würde [Titel mit Pflicht] inne, aber er amtete kraft dessen, dass er zugleich der deutsche König [grundsätzlich Alleinherrscher] war).
- Der strafrechtlich bewehrte „Schutz der Totenruhe“ in Deutschland geht implizit davon aus, dass der Mensch auch als Toter eine Würde hat (so 2005 in der Strafrechtsprechung anlässlich eines Falles von Kannibalismus).

### Würde der Kreatur
Die „Würde der Kreatur“ ist seit dem 1. Januar 2000 ein Gesetzesbegriff in Art. 120 der Bundesverfassung der Schweizerischen Eidgenossenschaft (BV).
Die Menschenwürde und die Würde der Kreatur sollen sich zwar gleichermaßen gegen jede „Arroganz der Macht“ richten. Die Würde der Kreatur wird allerdings systematisch von der im Grundrechteteil verorteten Menschenwürde (Art. 7 BV) klar unterschieden. Weder Tieren noch Pflanzen werden eigene subjektive Rechte und damit die Eigenschaft als Rechtsträger zuerkannt. Darin besteht ein Unterschied zu den Forderungen der Animal Rights- und der Pflanzenrechtsbewegung.
Zudem darf die Würde der Kreatur nach Abwägung mit höherwertigen Interessen verletzt werden, etwa in der gentechnischen Forschung oder in der Nutztierhaltung für die menschliche Ernährung. Dies unterscheidet sie von der unantastbaren Menschenwürde.

### Begriffsgeschichte
Überblicksdarstellungen
- Ernst Bloch: Naturrecht und menschliche Würde. Suhrkamp, Frankfurt am Main 1972, ISBN 3-518-06549-1 (zeitlicher Längsschnitt, dabei berücksichtigend: Epikur, die Stoa, Thomas von Aquin, Johannes Althusius (Althus), Thomas Hobbes, Hugo Grotius, Jean-Jacques Rousseau, Immanuel Kant, Johann Gottlieb Fichte, Friedrich Wilhelm Joseph Schelling, Georg Wilhelm Friedrich Hegel, Ludwig Feuerbach, die Französische Revolution, Karl Marx und das Bürgerliche Gesetzbuch)
- Armin G. Wildfeuer: Würde. In: Lexikon für Theologie und Kirche. Band 10, S. 1324 f.

Antike
- Henriette Barschel: Dignitas – Genese eines römischen Wertbegriffs. Eine begriffsgeschichtliche Untersuchung. Reichert, Wiesbaden 2016, ISBN 978-3-95490-142-5.
- W. Dürig: Dignitas. In: Reallexikon für Antike und Christentum. 3, 1957, S. 1024–1035.
- V. Pöschl: Der Begriff der Würde im antiken Rom und später. Winter, Heidelberg 1989.

Mittelalter
- P. Kondylis u. a.: Würde. In: O. Brunner, W. Conzer, R. Koselleck (Hrsg.): Geschichtliche Grundbegriffe. Band 7, 1997, S. 637–677.

### Systematische Literatur
Überblicksdarstellungen
- N. Rainer: Würde. In: Enzyklopädie Philosophie und Wissenschaftstheorie. Band 4: R–Z. S. 784–787.
- M. J. Meyer: Art. Dignity. In: L. C. Becker, C. B. Becker (Hrsg.:) Encyclopedia of Ethics. Garland Publishing, Inc., New York 1992.

Sammelbände
- R. S. Dillon (Hrsg.): Dignity, Character, and Self-Respect. Routledge, New York 1995.
- Michael Fischer (Hrsg.): Der Begriff der Menschenwürde. 2., überarb. Auflage. Lang, Frankfurt am Main u. a. 2005, ISBN 3-631-54223-2.
- Joschka Haltaufderheide, Ina Otte, Philipp Weber (Hrsg.): Raum und Würde. Interdisziplinäre Beiträge zum Verhältnis von Normativität und räumlicher Wirklichkeit. Städtebau – Transitorte – Hospize. Transcript, Bielefeld 2019, ISBN 978-3-8376-4732-7.
- Ph. Balzer, K. P. Rippe, P. Schaber: Menschenwürde vs. Würde der Kreatur. Freiburg 1998.
- R. Gröschner, S. Kirste, O. Lembcke (Hrsg.): Des Menschen Würde – entdeckt und erfunden im Humanismus der italienischen Renaissance. Tübingen 2008.

Aufsätze
- Christel Köhle-Hezinger: Sich würdig benehmen. Anmerkungen zum Ritual der Würde. In: Hessische Blätter für Volks- und Kulturforschung. Neue Folge 30/1993, S. 11–27.

Monographien
- Peter Bieri: Eine Art zu leben – Über die Vielfalt menschlicher Würde. Carl Hanser Verlag, München 2013, ISBN 978-3-446-24349-1.
- Peter Schaber: Instrumentalisierung und Würde. Mentis, Paderborn 2010.
- Habbo Knoch: Im Namen der Würde. Eine deutsche Geschichte. Hanser, München 2023, ISBN 978-3-446-27416-7.